# La leyenda del tiempo (álbum)
La leyenda del tiempo es el décimo álbum de estudio del cantaor español Camarón de la Isla, publicado el 16 de junio de 1979 por PolyGram. Está considerada una de las obras más importantes de la historia del flamenco. 
Un disco revolucionario, que espantó en un primer momento a los puristas, para posteriormente ser considerado un clásico. No solo por la osadía de Camarón de incorporar elementos como el bajo eléctrico, sino también por la calidad de los participantes: Tomatito, Raimundo Amador, Kiko Veneno, bajo la producción de Ricardo Pachón.
No fue un éxito de ventas en un primer momento e incluso recibió muchas críticas por parte del público más purista, ya que como recuerda su productor Ricardo Pachón "algunos devolvían el disco porque decían que ese no era Camarón". Camarón, en una entrevista realizada posteriormente a la publicación de La Leyenda del Tiempo, declaraba que "cuando hago un disco no pienso en lo que van a decir, porque yo sé que de momento no lo van a entender, tiene un cierto tiempo para que lo entiendan."
Con motivo del 30 Aniversario, RTVE estrenó un documental sobre la grabación de la obra llamado Tiempo de Leyenda.
En 2013 y para celebrar el 35 Aniversario, se reeditó el disco con una edición especial con nuevas mezclas.

## Sobre el título
El álbum y la canción La leyenda del tiempo toman prestado su título del poema de Federico García Lorca La leyenda del tiempo, que se encuentra al comienzo del cuadro primero del acto III de su obra Así que pasen cinco años. El poema fue ligeramente adaptado por Ricardo Pachón, que utilizó solo los octosílabos y prescindió de los endecasílabos repitiendo los versos pares de cada estrofa.
La canción que da nombre al disco, fue considerada la cuarta mejor canción de la historia del Pop/Rock español, por los lectores de la revista Rolling Stone en su edición española.

## Canciones
1. La leyenda del tiempo (Federico García Lorca/ Ricardo Pachón) – (Bambera) 3:41
2. Romance del Amargo (García Lorca/Pachón) – (Bulerías por soleá) 3:47
3. Homenaje a Federico (García Lorca/Pachón/Kiko Veneno) – (Bulerías) 4:10
4. Mi niña se fue a la mar (García Lorca/Pachón/Veneno) – (Cantiñas de Pinini) 3:05
5. La Tarara (Trad. Arr. Ricardo Pachón) – (Canción) 3:46
6. Volando voy (Veneno) – (Rumba) 3:25
7. Bahía de Cádiz (Pachón/Fernando Villalón) – (Alegrías de baile) 2:56
8. Viejo mundo (Omar Jayam/Veneno) – (Bulerías) 2:45
9. Tangos de la Sultana (Antonio de Casas/Pachón/Francisco Velázquez) – (Tangos) 4:29
10. Nana del caballo grande (García Lorca/Pachón/Gualberto) – (Nana) 4:58

## Créditos
- Camarón: voz
- Tomatito: guitarra flamenca
- Raimundo Amador: guitarra flamenca
- Jorge Pardo: flauta
- Manolo Marinelli, del grupo Alameda: teclados
- Rafael Marinelli, del grupo Alameda: piano
- Pepe Roca, del grupo Alameda: guitarra eléctrica
- Gualberto Garcia: sitar
- Rubem Dantas: percusiones
- Tito Duarte: percusiones
- José Antonio Galicia: percusiones
- Manolo Soler: palmas y baile
- Antonio Moreno "Tacita": palmero, batería
- Pepe Ébano: bongó
- Manolo Rosa, del grupo Alameda: bajo
- Mario Pacheco: fotografía de portada